# Dag Otto Lauritzen
Dag Otto Lauritzen, född 12 september 1956 i Grimstad, Norge, är en norsk före detta proffscyklist. Under OS i Los Angeles 1984 tog han bronsmedalj i linjeloppet.
Han tävlade flera år som professionell, bland annat åtta gånger i Tour de France. Lauritzen har en etappseger på touren, han segrade på en bergsetapp den 14 juli 1987. När cykel-VM arrangerades i Norge 1993 slutade han på sjunde plats i linjeloppet - en mästerskapstävling som vanns av Lance Armstrong.
1994 avslutade Dag Otto Lauritzen cykelkarriären och har sedan arbetat bland annat som sportkommentator för norska TV 2. 2009 vann han Mesternes mester.